# Chamadelle
Chamadelle är en kommun i departementet Gironde i regionen Nouvelle-Aquitaine i sydvästra Frankrike. Kommunen ligger i kantonen Coutras som tillhör arrondissementet Libourne. År 2022 hade Chamadelle 733 invånare.

## Befolkningsutveckling
Antalet invånare i kommunen Chamadelle
Referens:INSEE